# Bernabé Sangha
Bernabé Sangha (... – Bangui, settembre 1996) è stato un cestista centrafricano.

## Carriera
Con la Rep. Centrafricana ha preso parte ai Campionato del mondo del 1974.